# Schwergewichtsgründung

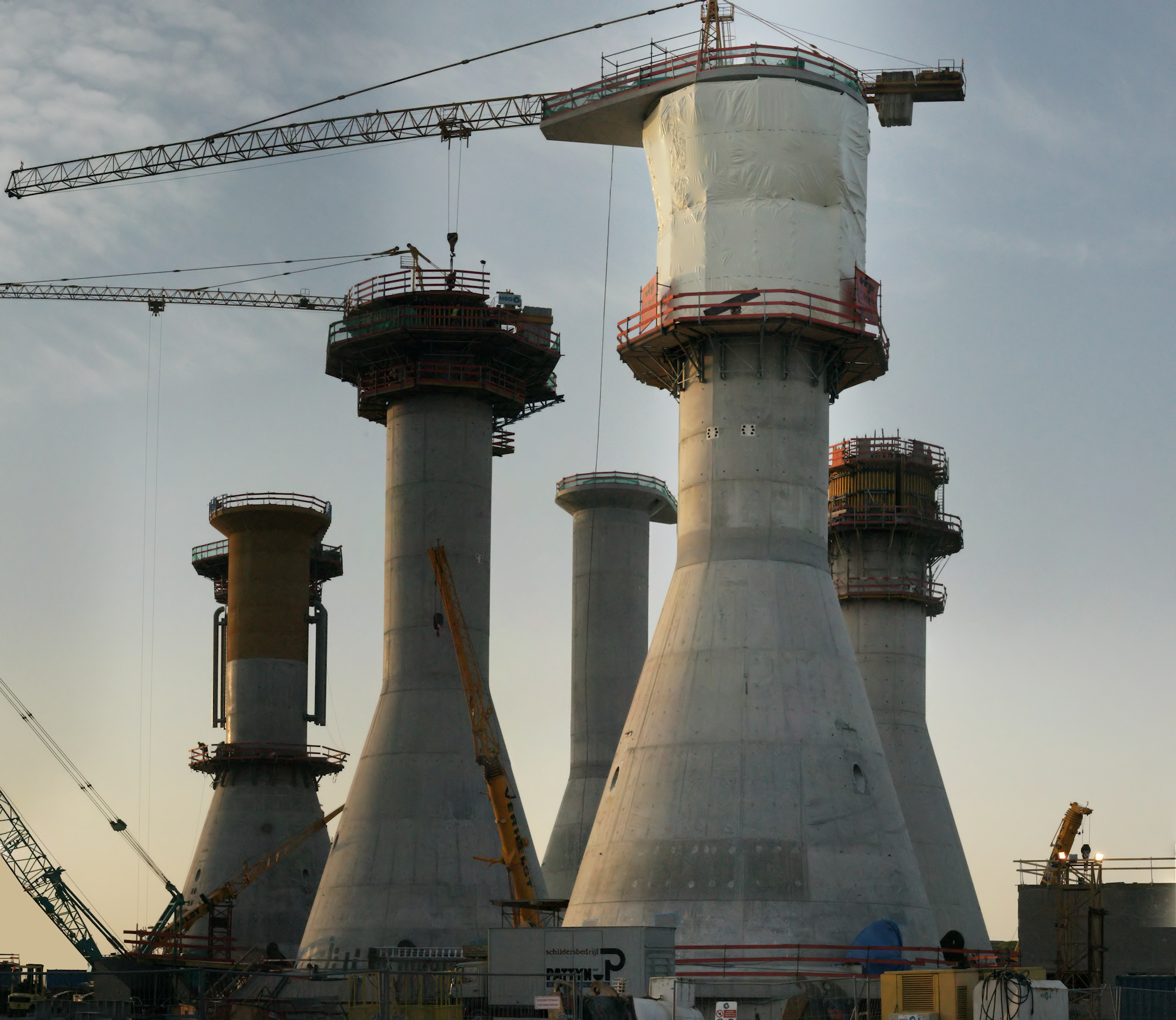
Schwergewichtsfundamente für den Offshore-Windpark Thorntonbank

Eine Schwergewichtsgründung (auch Schwerkraftgründung oder Schwerkraftfundament genannt) ist im Bauwesen eine Form der Gründung für Offshorebauwerke, die lediglich mit Hilfe eines schweren Ballasts (dichter als Wasser) und ohne weitere Verankerungen für die Stabilität des Bauwerks sorgt.

Zeichnung einer Windkraftanlage des Nysted Havmøllepark auf einem Schwergewichtsfundament

Voraussetzung für den Einsatz von Schwergewichtsgründungen ist ein Meeresboden, der schon in den oberen Schichten, aber auch in größeren Tiefen eine ausreichende Tragfähigkeit aufweist. Abhängig vom Durchmesser kann dies bis zu 50 m unterhalb des Meeresbodens sein. Das Fundament wird dann auf, bzw. nur wenige Meter unterhalb des Meeresbodens errichtet. In der Regel geschieht dies mit vorgefertigten Senkkästen aus Stahl oder Beton, die vor Ort abgesenkt und ballastiert werden. Ein Nachteil im Vergleich zu anderen Gründungsformen wie z. B. dem Monopile ist die aufwändige Vorbereitung des Baugrundes. Außerdem wächst die benötigte Ballastmasse überproportional zur Wassertiefe, sodass diese Gründungsform mit zunehmender Tiefe unwirtschaftlicher wird.
Das fertige Schwergewichtfundament ragt einige Meter aus dem Wasser heraus, wobei dieser Teil oftmals konusartig aufgeweitet ist, um treibendes Eis im Winter schadlos abzuleiten. Auf dem Fundament wird schließlich das Bauwerk, z. B. eine Windkraftanlage, aufgeschraubt.